# В лесах Сибири
«В лесах Сибири» (фр. Dans les forêts de Sibérie) — французский кинофильм 2016 года, режиссёра Сафи Неббу, снятый по одноимённому роману путешественника Сильвена Тэссона.

## Сюжет
Для того, чтобы уединиться и удовлетворить потребность в свободе, Тедди решает провести зиму в небольшой избушке на замерзших берегах озера Байкал. Однажды ночью, заблудившись в пурге, Тедди оказывается на грани гибели. Но его неожиданно спасает Алексей, беглый преступник, скрывающийся в сибирском лесу уже  много лет. Между этими двумя мужчинами, которые полностью противоположны, возникает дружба.

## В ролях
- Рафаэль Персонас — Тедди
- Евгений Сидихин — Алексей

## Литературная основа
Фильм снят по мотивам автобиографического одноимённого романа Сильвена Тэссона.

## Награды
- Премия «Сезар»-2017 за лучшую музыку к фильму — Ибрагим Маалуф[1].
- Премия «Люмьер»-2017 за лучшую музыку к фильму — Ибрагим Маалуф[2].